# سنجاب پرنده غول‌پیکر هاجسون
سنجاب پرنده غول‌پیکر هاجسون (نام علمی: Petaurista magnificus) نام یک گونه از سرده سنجاب‌های بندباز است.